# Фаєттвілл (Огайо)
Фаєттвілл (англ. Fayetteville) — селище (англ. village) в США, в окрузі Браун штату Огайо. Населення — 317 осіб (2020).

## Географія
Фаєттвілл розташований за координатами 39°11′5″ пн. ш. 83°55′54″ зх. д. / 39.18472° пн. ш. 83.93167° зх. д. (39.184836, -83.931749).  За даними Бюро перепису населення США в 2010 році селище мало площу 1,35 км², уся площа — суходіл.

## Демографія
Згідно з переписом 2010 року, у селищі мешкало 330 осіб у 128 домогосподарствах у складі 85 родин. Густота населення становила 245 осіб/км².  Було 157 помешкань (116/км²).
Расовий склад населення:
| - 99,4 % — білих - 0,3 % — чорних або афроамериканців |

До двох чи більше рас належало 0,0 %. Частка іспаномовних становила 1,2 % від усіх жителів.
За віковим діапазоном населення розподілялося таким чином: 26,4 % — особи молодші 18 років, 59,7 % — особи у віці 18—64 років, 13,9 % — особи у віці 65 років та старші. Медіана віку мешканця становила 36,8 року. На 100 осіб жіночої статі у селищі припадало 96,4 чоловіків;  на 100 жінок у віці від 18 років та старших — 102,5 чоловіків також старших 18 років.
Середній дохід на одне домашнє господарство  становив 59 275 доларів США (медіана — 49 167), а середній дохід на одну сім'ю — 68 569 доларів (медіана — 61 250). За межею бідності перебувало 9,2 % осіб, у тому числі 11,9 % дітей у віці до 18 років та 22,4 % осіб у віці 65 років та старших.
Цивільне працевлаштоване населення становило 176 осіб. Основні галузі зайнятості: виробництво — 27,3 %, освіта, охорона здоров'я та соціальна допомога — 20,5 %, роздрібна торгівля — 18,2 %.